# Schönaichianum
Schönaichianum neboli Schönaichianum-Carolatheum bylo slavné slezské akademické gymnázium (gymnasium academicum) založené roku 1601 Georgem von Schönaich (1557–1619) ve městě Bytom Odrzański v okrese Nowa Sól.
Gymnázium s vysokou úrovní výuky nahrazovalo do jisté míry Slezsku neexistující univerzitu. Mělo devět kateder. Byly na něm udělovány bakalářské a magisterské tituly. Existovalo do roku 1628.
Mezi jeho žáky patřil např. Martin Opitz, který jako jeho žák sepsal roku 1617 spis Aristarchu sive de contemptu linguae Teutonicae.
Na bytomském gymnáziu studovala též řada příslušníků Jednoty bratrské z českých zemí.
Budova školy podlehla požáru v roce 1694; na jejím místě byl v letech 1744–1746 vystavěn evangelický kostel, do jehož severní zdi byl začleněn dochovaný portál školní budovy. Po Druhé světové válce kostel chátral; v letech 2018–2022 byl objekt přestavěn na historicko-kulturní centrum.